# Periclystus vicinus
Periclystus vicinus är en insektsart som beskrevs av Tim R. New 1985. Periclystus vicinus ingår i släktet Periclystus och familjen myrlejonsländor. Inga underarter finns listade i Catalogue of Life.